# Joshua Bierer
Joshua Bierer (geboren 1. Juli 1901 in Radautz, Österreich-Ungarn; gestorben 22. November 1984 auf Teneriffa) war ein österreichisch-britischer Psychiater.

## Leben
Joshua Bierer wurde in eine Ärztefamilie geboren, sein Großvater war der Chirurg und frühe Zionist Ruben Bierer, sein Vater Josef Bierer war Röntgenarzt, seine Mutter war Rose Wurmbrand, sein älterer Bruder Gideon Bierer wurde Orthopäde. Sein Zwillingsbruder Immanuel Bierer wurde Gynäkologe und war wie er in der zionistischen Organisation Hashomer Hatzair engagiert. Er begann ein Studium der Philosophie in Czernowitz, ging aber 1920 nach Palästina. Er war Mitgründer der Kibbuzim Beit Alfa und Mischmar haEmek. 1926 kehrte er nach Wien zurück und wurde bei Alfred Adler und Alexander Neuer in der Individualpsychologie ausgebildet, er war zeitlebens ein Gegner der Freudschen Theorien, kritisierte später aber gleichermaßen die Antipsychiatrie Ronald D. Laings. Parallel dazu studierte er Sozial- und Wirtschaftswissenschaften an der Berliner Universität. 1931 wurde er an der Wiener Universität in Volkswirtschaft promoviert. Von 1934 bis 1936 arbeitete er als Assistent an der Psychiatrischen Universitätsklinik in Wien. 
Bierer flüchtete nach dem Anschluss Österreichs 1938 mit einem Besuchervisum nach England. Dort arbeitete er als erster Psychotherapeut am Runwell Mental Hospital in Essex. 1943 heiratete er Alice Frank. Er gründete in London die erste therapeutische Gemeinschaft. 1946 gründete er das Institut für Sozialpsychiatrie und 1947 im Marlborough Day Hospital die erste sozialpsychiatrische Tagesklinik. 
Er war 1955 Gründer und ab 1967 Herausgeber des International Journal of Social Psychiatry. 1973 war er Mitgründer der International Association for Group Psychotherapy and Group Processes. 
Bierer versuchte auf die britische Gesundheitspolitik Einfluss zu nehmen. Er kritisierte die exzessive Behandlung mit Medikamenten in der Psychiatrie. Er war dafür, die hergebrachten psychiatrischen Großkrankenhäuser aufzulösen und durch sich selbst verwaltende therapeutische Gemeinschaften zu ersetzen. Bierer kritisierte auch das Gefängnissystem, das seiner Ansicht nach die Kriminalität eher befördere.

## Schriften (Auswahl)
- Das Arbeiter- und Bauernkollektiv in Palästina. Wien, 1930
- Treatment of Psychotic Patients in Mental Hospitals
- Out-patient Psychotherapy.
- Modern social and group therapy, in: Noel G. Harris (Hrsg.): Modern trends in psychological medicine : 1948. London : Paul B. Hoeber, S. 289–309
- The day hospital: an experiment in social psychiatry and synthoanalytic psychotherapy. London : H. K. Lewis, 1951
- Eine Revolution in der Psychiatrie Großbritanniens, in: Das deutsche Gesundheitswesen. Zeitschrift für Medizin, 15 (1960), S. 645–650
- mit Richard I. Evans: Innovations in Social Psychiatry: A Social Psychological Perspective through Dialogue. London : Avenue, 1969